# Scaphirhynchus
Genre
Scaphirhynchus est un genre de poissons de la famille des Acipenseridae peuplant exclusivement l'hémisphère nord.

## Liste d'espèces
D'après FishBase :
- Scaphirhynchus albus (Forbes & Richardson, 1905)
- Scaphirhynchus platorynchus (Rafinesque, 1820)
- Scaphirhynchus suttkusi Williams & Clemmer, 1991